# JR西日本キハ126系気動車
キハ126系気動車（キハ126けいきどうしゃ）は、西日本旅客鉄道（JR西日本）の一般形気動車。
本項では、キハ126系の両運転台タイプであるキハ121系についても記述する。以下では便宜的にキハ126系の0番台+1000番台の編成を0番台、10番台+1010番台の編成を10番台として表記するほか、0番台を1次車、10番台とキハ121系を2次車と称する。

## 概要
山陰本線米子駅 - 益田駅間の高速化事業に伴う輸送改善策として、2000年（平成12年）にキハ126系0番台が投入された。その後、2003年（平成15年）には山陰本線鳥取駅 - 米子駅間、因美線鳥取駅 - 智頭駅間、境線の米子駅 - 境港駅間の高速化事業によって2次車の10番台および両運転台構造としたキハ121系が投入された。
1次車は新潟鐵工所による製造だったが、2次車では新潟鐵工所を引き継いだ新潟トランシスが担当している。
本系列は、1次車が島根県、2次車が鳥取県の資金援助（無利子貸与）を受けて製造された。また、同時に製造された特急用のキハ187系とは保守軽減のため機器を極力共通化している。
高速化された線区での高速走行が可能な下回りと、同社が新造電車で行っている車両システムの統一や省力化、また交通バリアフリー法への対応などを盛り込んで設計された。

## 車両概説
本系列は、山陰地方の鉄道を取り巻く状況を鑑み、現状の輸送力を確保しながらも高速化と効率化を両立し、今後の取り扱いや保守なども考慮して、以下の設計思想のもと設計が行われた。
1. JR西日本の標準型車両の確立
2. 省力化への取り組み
3. シンプルデザインと暖かみの感じられる車両

以上の思想のもと、車両の標準化を目指して電車との機器共通化、省力化のため部品点数の削減、JR西日本の新製車両の共通コンセプトである「長く親しまれる落ち着いたデザイン」を継承しながらも「シンプルデザイン」と「暖かみの感じられる車両」を基本コンセプトとして外装・内装のデザインを行った。

### 車体
車体は軽量ステンレス製で、車体塗装は側面には赤色の帯を中央に配しコーポレートカラーの青色が巻かれており、前面は黒色としつつも、警戒性を高めるために赤色の帯も使用されている。外観は機能的な無駄のなさから美しさを見出せるようにデザインされた。断面形状は運用線区において拡幅車体を必要とするほどの混雑を生じないことから、車体部の絞り込みがないストレートになっている。乗降扉は片側2か所に片引き戸で、基本的に常時半自動扱いで、操作はドアの横にあるドアボタンで行う。行先表示器・車内案内表示装置と、ドアボタンの案内には発光ダイオード（LED）が採用され、行先表示器では種別をスクロール表示しているが、表示器の仕様は1次車と2次車で異なっている。ドアチャイムは1次車と2次車で異なる音色のものが使用されており、1次車ではキハ187系と共通の音色のドアチャイムが使用されている。また、キハ126形の運転台のない側には転落防止幌が設置されている。
1次車では乗務員用扉を省略することにより車端部の窓割を前位側・後位側で共通化し、平面割付を点対称としているほか、妻面をボルトで接合する構造を採用し両運転台化改造が容易な構造となっている。

### 主要機器
本系列の製造に当たり、1つの機能に対して1つのスイッチ、1つの指令線が必要であった従来の考えを払拭し、デジタル化して伝送することにより引き通しの配線量を減らすことができるとともに、ガイダンスモニタの画面により制御することができる列車情報制御装置 (TICS) が搭載されている。
ブレーキは機関ブレーキ併用電気指令式空気ブレーキを採用し、雪の多い区間を走行することから耐雪ブレーキも装備されている。電車との共通化と、配管の減少および TICS の導入による配線の簡素化のために、JR西日本の気動車としては初めて電気指令式ブレーキが採用された。基礎ブレーキ装置は踏面ブレーキ（動軸）・ディスクブレーキと踏面ユニットブレーキの併用（従軸）となっている。
ディーゼルエンジンはキハ187系と同じコマツ製の SA6D140H（450 PS/2,100 rpm）を1基搭載し、片方の台車に動力を伝達する（2軸駆動）。最高速度は100 km/hであるが、起動加速度および中高速域での加速性能は従来車より向上している。2次車には馬力切り替えスイッチを備えており、450 PSと低出力仕様である265 PSに切り替えることが可能である。
台車は223系や207系と基本的に同一構造の軽量ボルスタレス台車であるが、最高速度は100 km/hであることからヨーダンパは準備工事となっている。変速機は DW21（変速1段・直結4段）を採用し、これもキハ187系と共通する。
また、制御回路も223系などの同社の電車に準拠したものとなっており、冷暖房装置や制御装置、補助電源用の三相交流電源や列車やエンジンを制御する直流電源をエンジンに定速回転装置を介して接続した発電機で発電し供給する「電気駆動方式」を取り入れている。
連結器についても既存の気動車との併結を行わないことから電車との共通化を図り密着連結器を採用している。このため、緊急時に密着自動連結器を採用した既存の気動車と連結する場合は中間連結器を必要とし、これを編成中に1個常備している。また、1次車の密着連結器は113系からの発生品を流用している。

### 車内
内装は暖色系の色彩でまとめられている。内装パネル、窓枠、乗客用の荷物棚や手すりに木質のプラスチックを使用しており、これらのほか、運転台や座席など、すべての内装品は簡単な工具により容易に取り外し・組み立てが可能で、保守の省力化を図っている。トイレ（洋式）はキハ187系と共通の車椅子対応のものを運転室の後部（キハ126形0番台・10番台の運転席後部、およびキハ121形の益田側運転席後部）に設け、ワンマン運転時の車内の死角を少なくしているほか、キハ126形0番台においては両運転台化改造を想定している。冷房装置は主要機器の節で述べた電気駆動方式によって電車との共通化が図られており、1次車では集中式を1台搭載、2次車では集約分散式を2台搭載している。暖房についても電気駆動方式のものを採用している。
座席はボックスシートを基本とし、ドア付近の一部および車端部にはロングシートが設置されている。1次車のロングシートは113系からの発生品を流用している。1次車ではボックスシートの手すりが座面の端から背もたれにかけて円弧を描くように設置されたが、2次車は座面に対して平行に設置され、上面に肘掛けが設けられた。トイレのある反対側には車椅子スペースを備えている。
2次車では防音・防振性能向上のため床構造を変更し床面高さが18 mm高くなっているが、乗降扉と貫通扉の高さは1次車と同じとしたため、乗降扉付近と貫通部の床にスロープを設けている。また、1次車は複層ガラスであるが、2次車では外側のガラスを合わせガラスへと変更し飛来物が貫通しにくい構造としている。
運転台は223系に準拠しており、横軸2ハンドル式主幹制御器、緊急列車停止装置（EB装置）、TICSのタッチパネル式ガイダンスモニタなどを備えている。

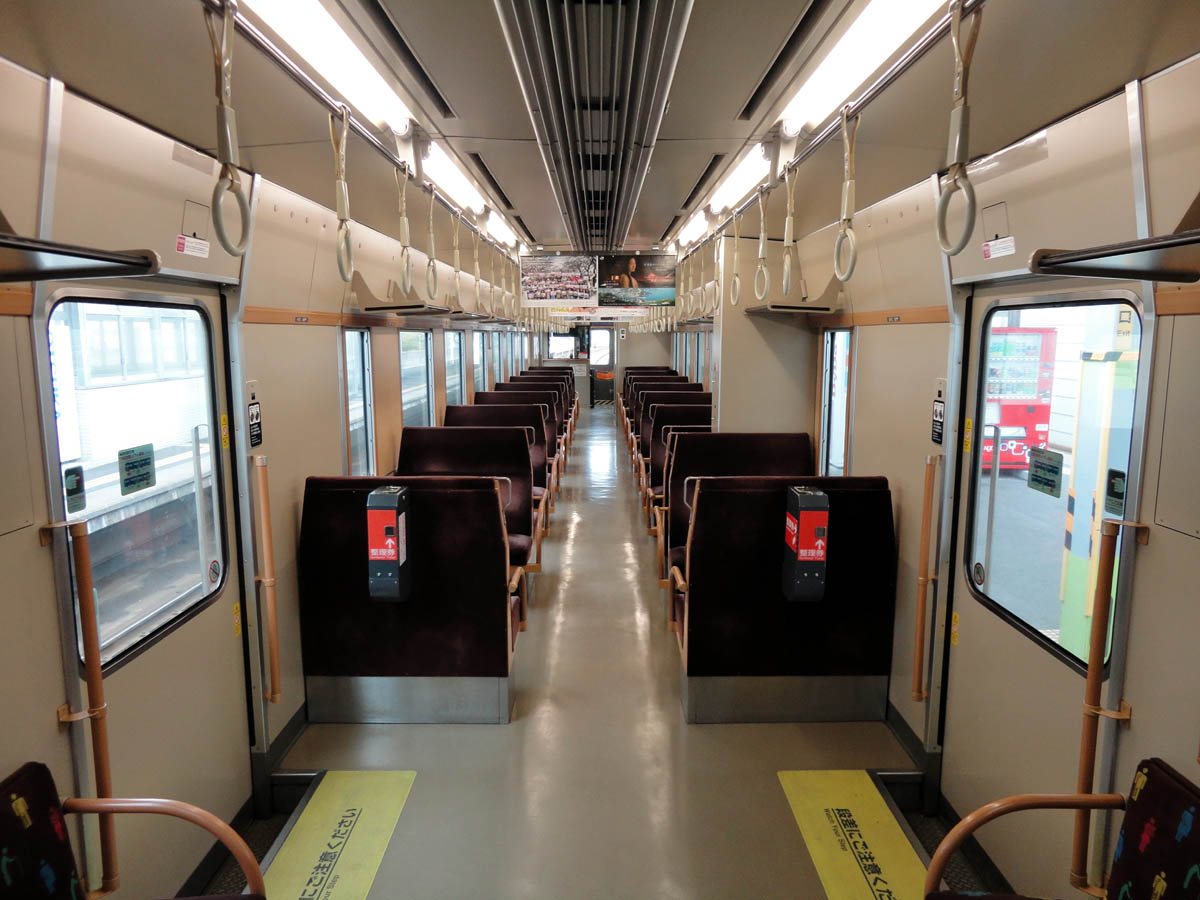
キハ126系0番台車内
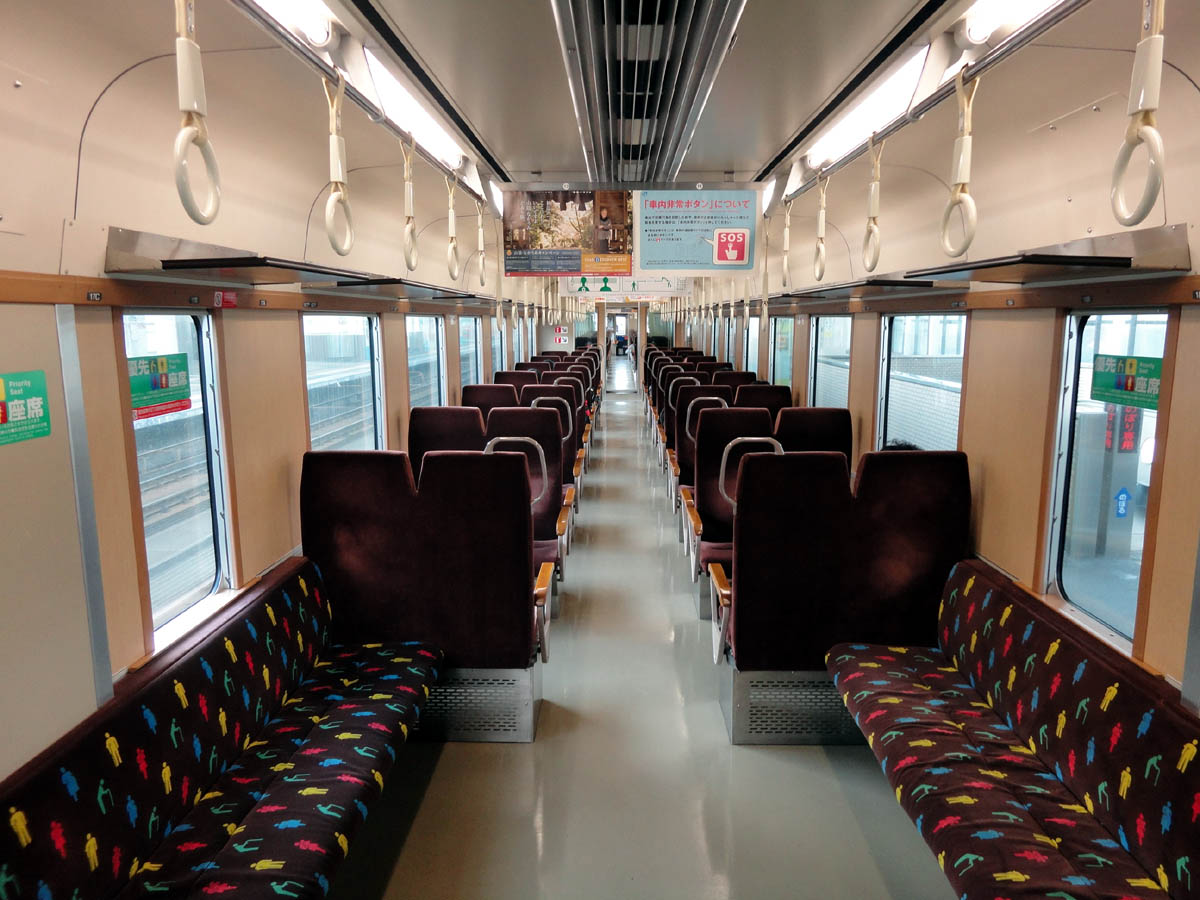
キハ126系1010番台車内
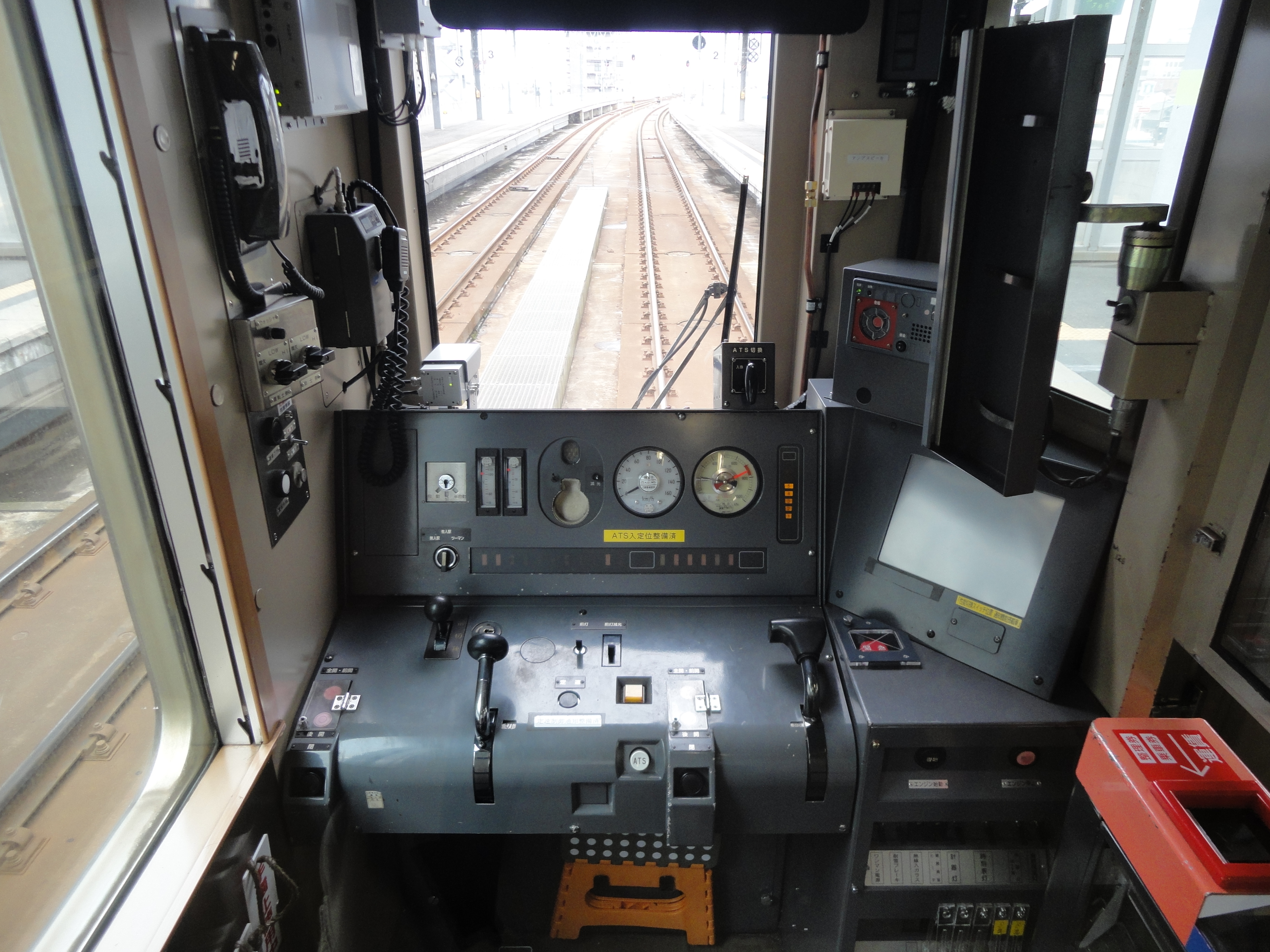
キハ126運転台
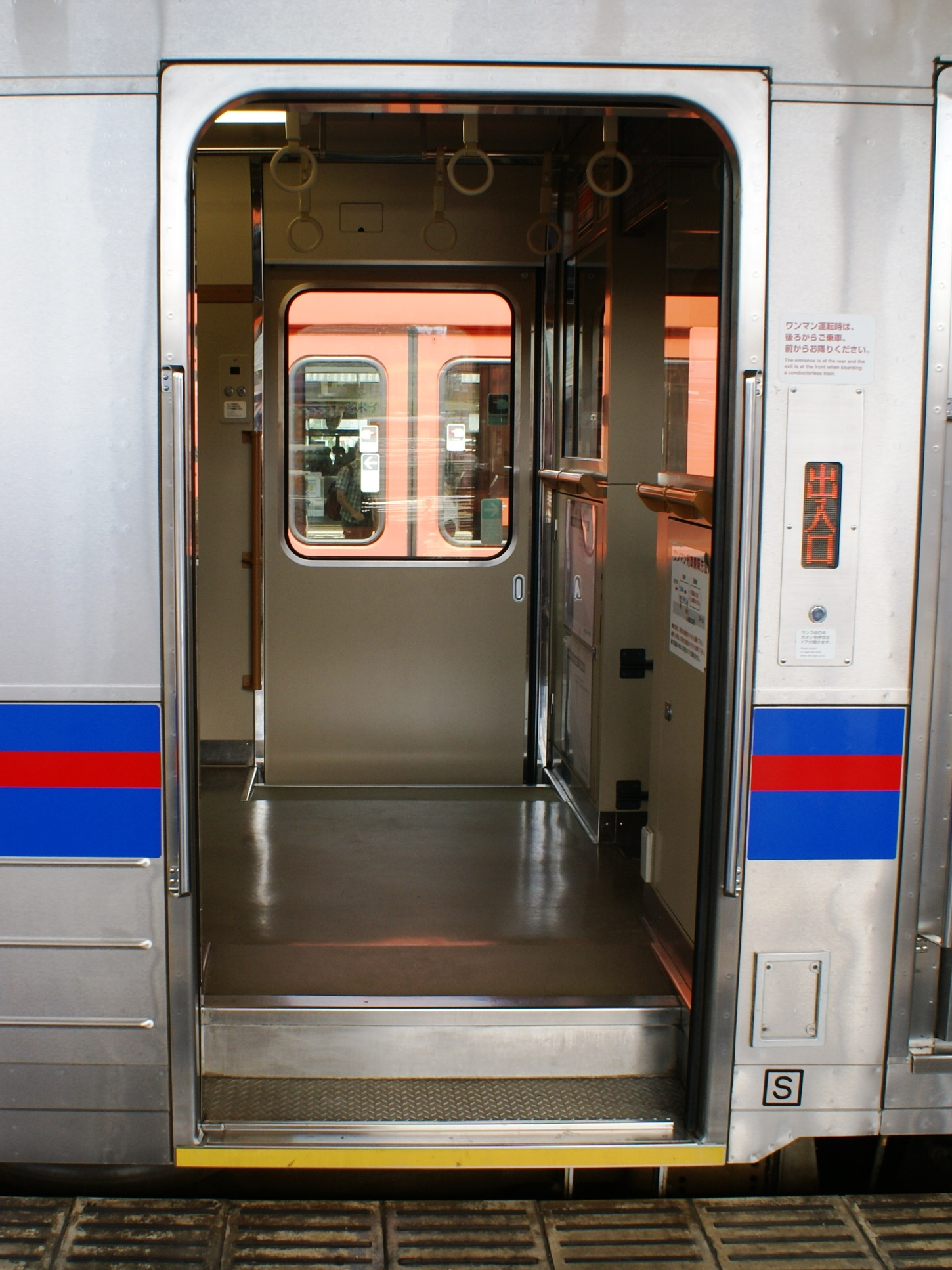
キハ121系乗降扉
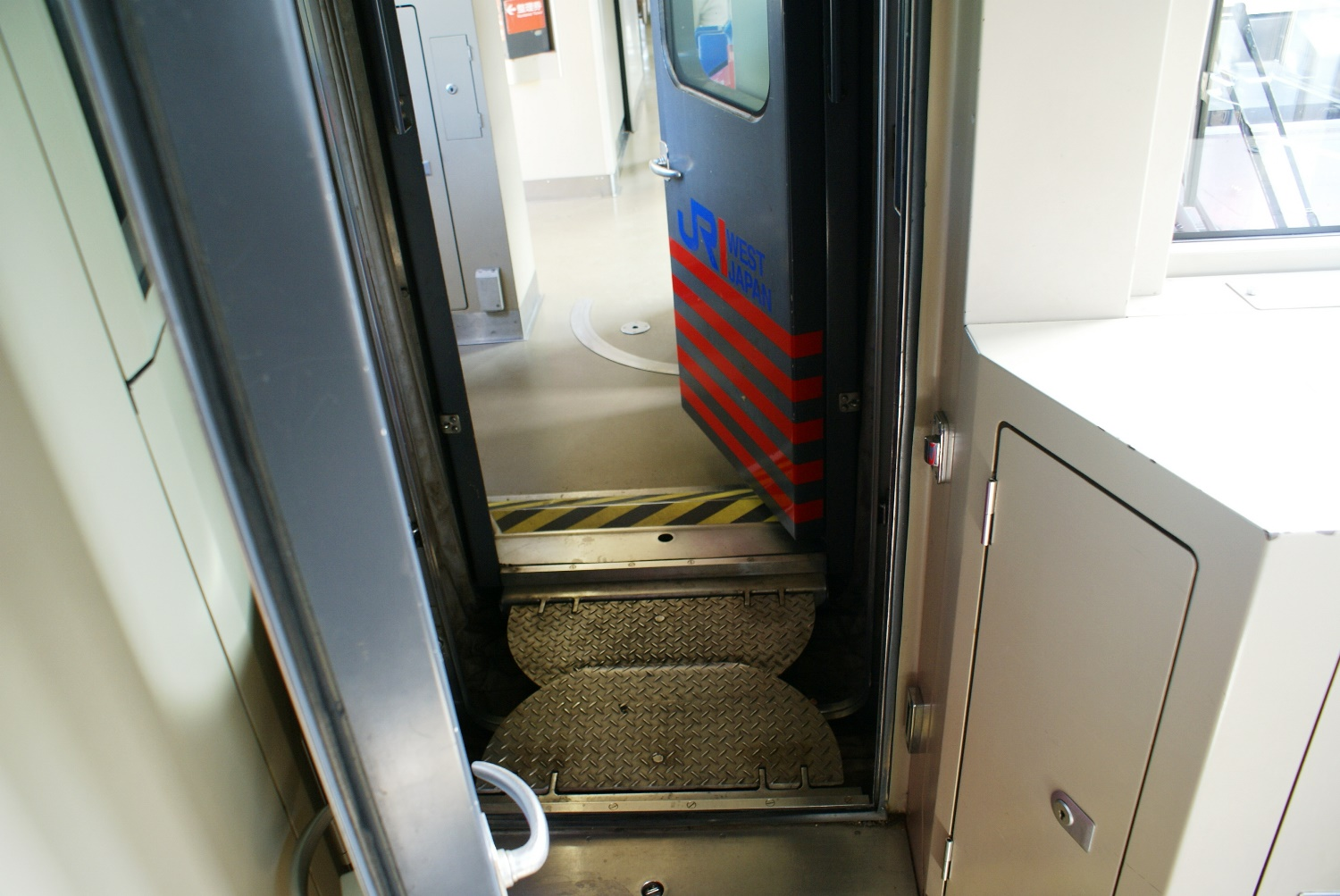
キハ121系スロープ

## 形式・編成
キハ126形は0番台+1000番台、および10番台+1010番台の2両単位で組成される。

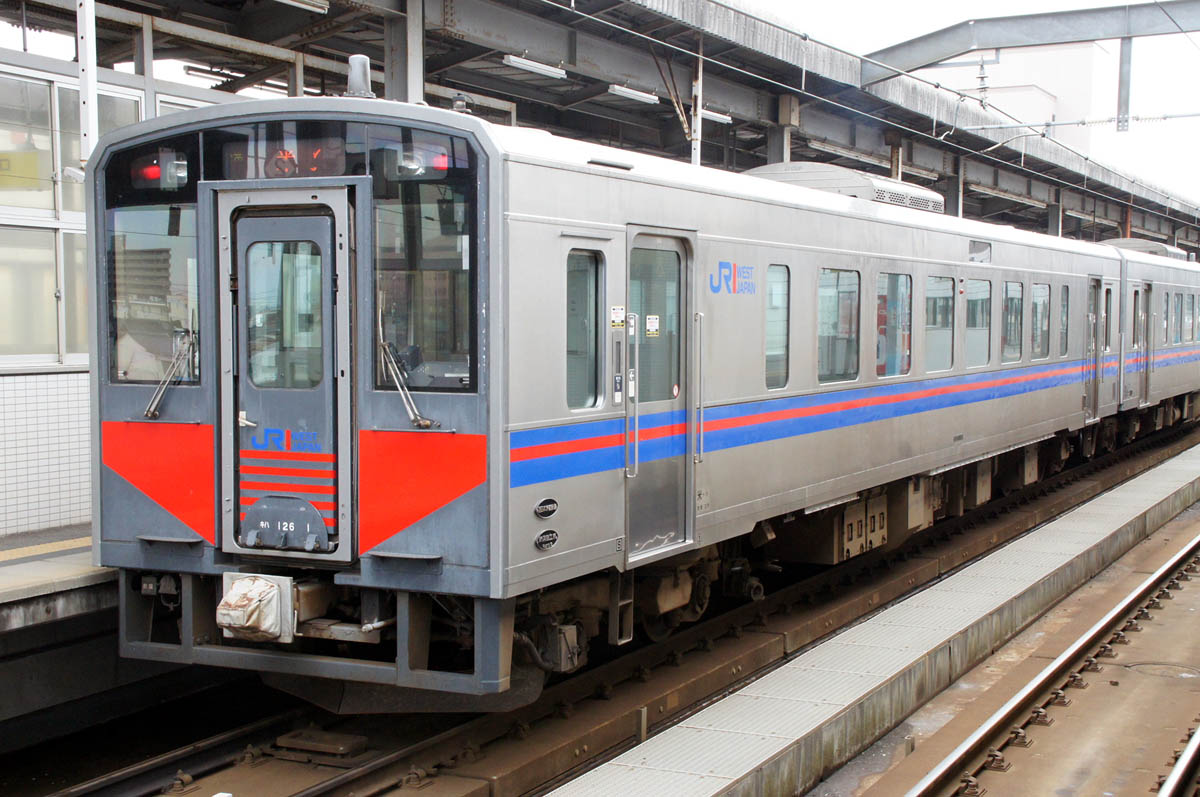
キハ126形0番台・10番台（Mc1）
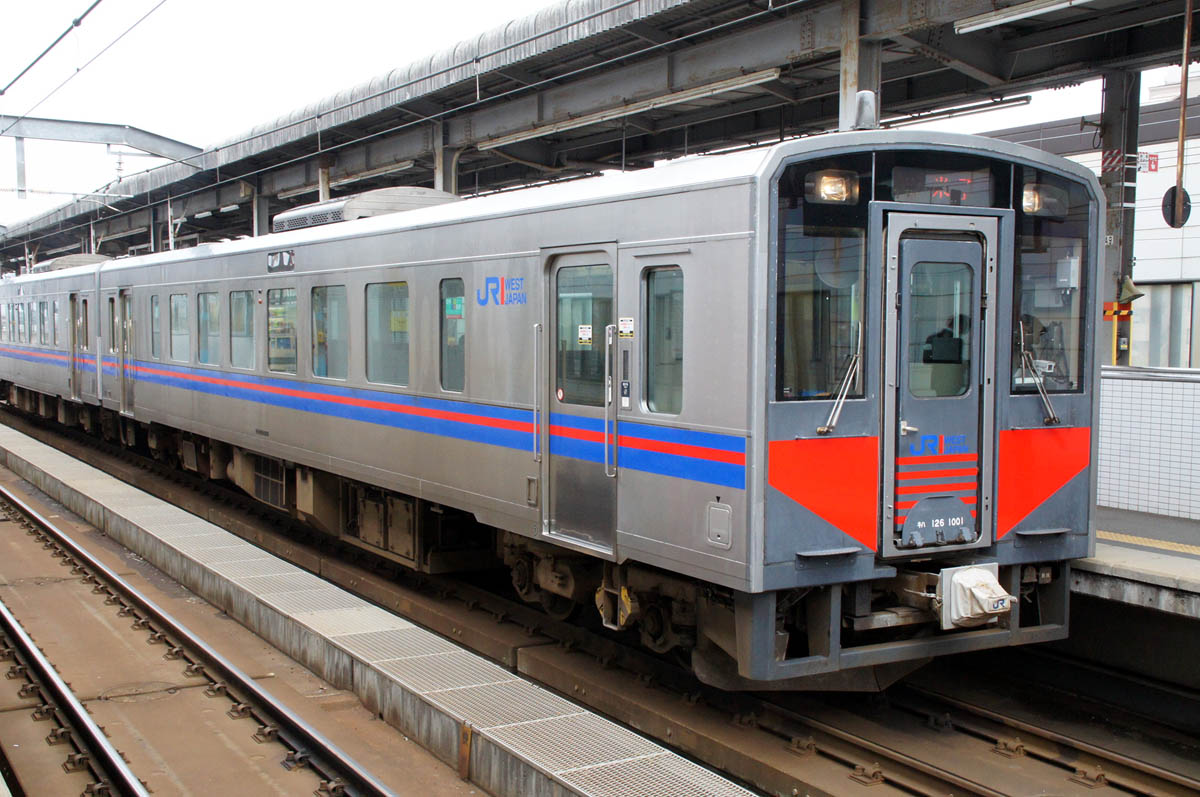
キハ126形1000番台
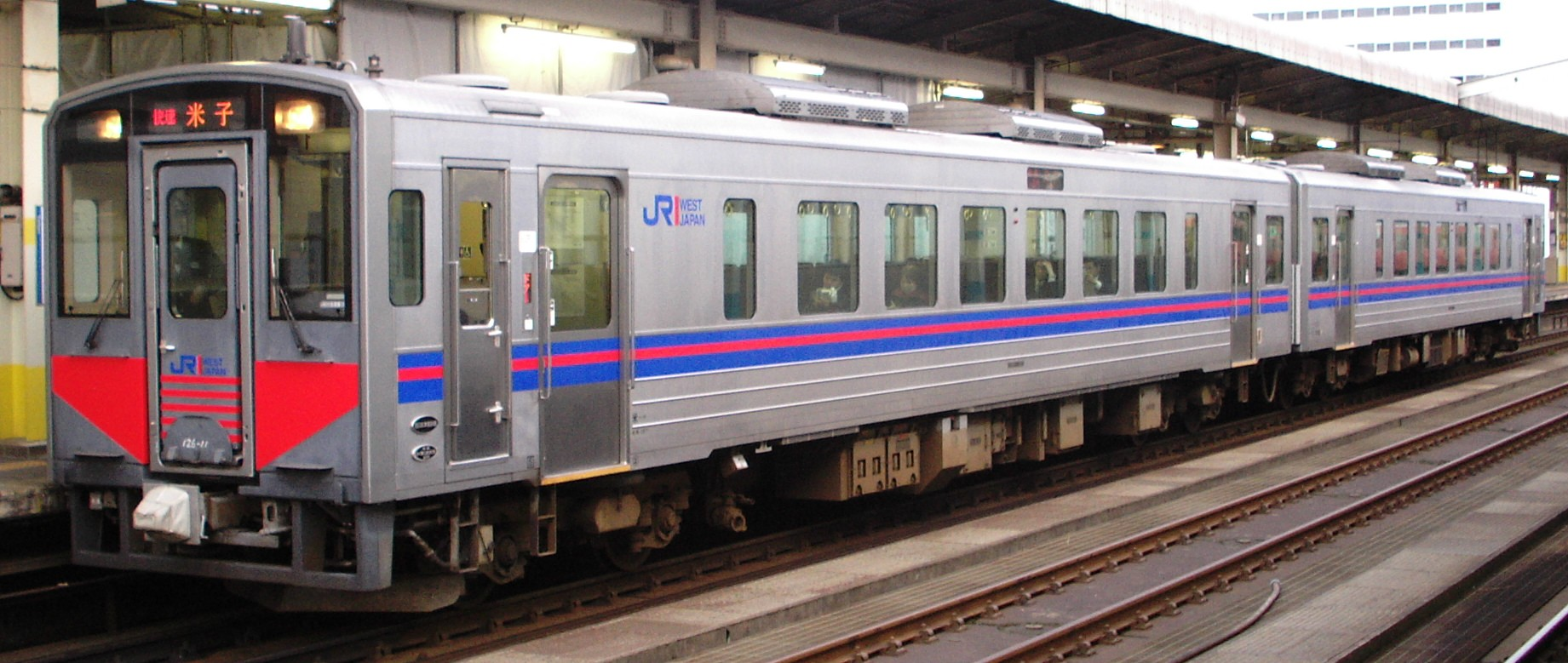
キハ126形10番台
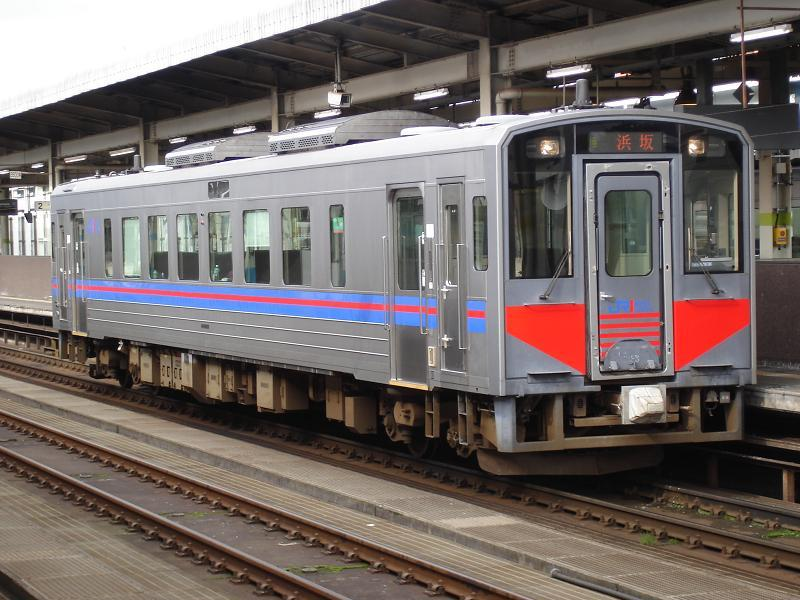
キハ121形

益田向きの運転台を備えている先頭車で、車いす対応のトイレが設置されている。1 - 5、11 - 15の10両が製造された。
- キハ126形1000番台・1010番台（Mc2）

浜坂・智頭・生山・境港向きの運転台を備えている先頭車。前述の通り、組成される0番台と同数となる1001 - 1005、1011 - 1015の10両が製造された。
- キハ121形（cMc）

車端両側に運転台を備えている先頭車で、車いす対応のトイレが設置されている。9両が製造された。
| ← 益田浜坂・智頭・生山・境港 → | ← 益田浜坂・智頭・生山・境港 → | ← 益田浜坂・智頭・生山・境港 → |
| ------------------------------ | ------------------------------ | ------------------------------ |
| キハ121系                      | キハ121 -#0 （cMc）            |                                |
| 定員                           | 114                            |                                |
| キハ126系                      | キハ126 -#0 （Mc1）            | キハ126 -#1000 （Mc2）         |
| 定員                           | 133                            |                                |

- キハ126形0番台
- キハ126形1000番台
- キハ126形10番台
- キハ121形

## 改造

### 運賃表示器の換装
2018年（平成30年）1月15日より、全車両のデジタル式運賃表示器が液晶ディスプレイ式の運賃表示機に変更された。

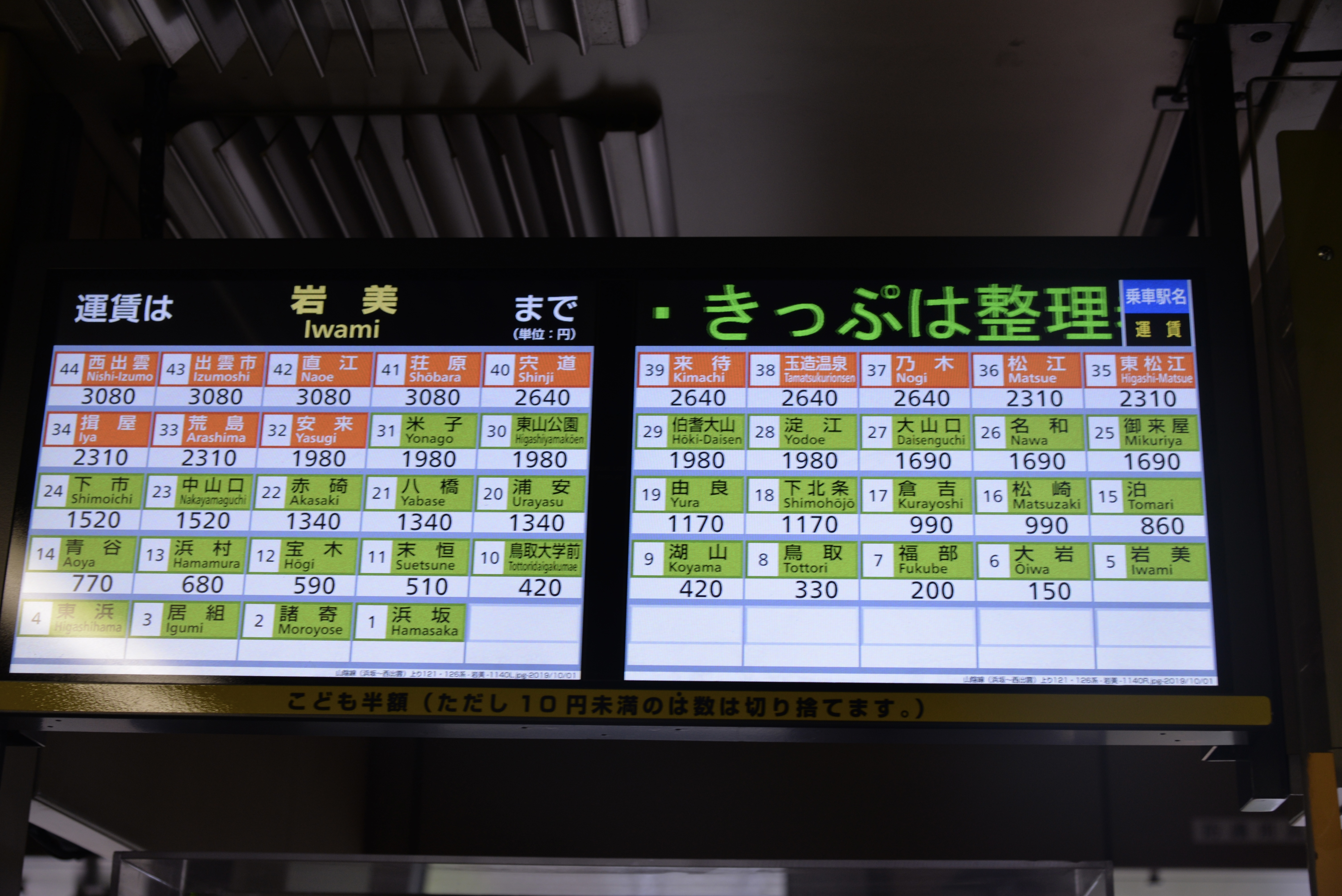
運賃表

### 車載型IC改札機の設置
2019年（平成31年）春のダイヤ改正から境線において「ICOCA」の使用が開始されることを受けて、2018年（平成30年）10月にキハ126-12+1012、同年12月にキハ126-11＋1011に車載型IC改札機が設置された。

### ドア誤扱い防止装置の設置
2019年（令和元年）以降、後藤総合車両所に検査入場した車両から順次設置が進められている。

### 車外表示器の換装
2021年（令和3年）秋以降、前面、側面の行先表示およびドア横のLED表示器がET122形と同様のものに順次換装されている。2023年（令和5年）10月時点で、キハ121系、キハ126系1次車、2次車の各1編成ずつ計3編成以外は交換が完了している。

## ラッピング車両
以下の車両には車体全体にラッピングが施されている（施工順）。
- キハ126-11+1011：「山陰海岸ジオライナー」専用ラッピングとして、2011年（平成23年）10月から運行が開始された[11]。2013年（平成25年）7月には車内のトイレ壁面部および車額スペース部にラッピングが施され[12]、2016年（平成28年）3月には外側のラッピングが「山陰海岸ジオパークの様々な表情の変化」にリニューアル[13]、2023年（令和5年）にラッピング解除。
- キハ126-12+1012：「山陰いいもの探検号」のラッピング。2016年（平成28年）4月以降ラッピングが解除されている。
- キハ126-15+1015：北栄町出身の漫画家・青山剛昌の漫画「名探偵コナン」のラッピング。｢まんが王国とっとり｣の建国を記念し、2012年（平成24年）から黄色のラッピング車両の運行が開始された。2019年（令和元年）に山陰DCアフターキャンペーンの開催に合わせてラッピングのリニューアルが決まり、同年6月15日に黄色車両の運行は終了。その1週間後の6月22日からリニューアル車両の運行が開始された[14][15]。リニューアル車両は2両それぞれでデザインが異なっており、15は青色で「コナン＆怪盗キッド」がテーマのラッピング、1015は赤色で｢工藤新一＆毛利蘭｣がテーマのラッピングとなっている。また、リニューアルに合わせてトイレ部分に内装も施され、コナンのイラストと工藤新一のシルエットを配置し、お手洗いのピクトグラムが工藤新一と毛利蘭を模したイラストとなっている。2025年（令和7年）3月17日より「新デザイン車両」の運行が開始したことに伴い、同年3月4日をもって運行を終了した[16]。
- キハ126-2+1002：「石見神楽列車」ラッピング。2012年（平成24年）の山陰デスティネーションキャンペーンのPRに使用され、キャンペーン終了後も石見神楽のPRに使用されている。2019年（令和元年）に山陰DCアフターキャンペーンの開催と石見神楽が日本遺産に登録されたことに合わせてラッピングのリニューアルが決まり、同年8月31日よりリニューアル車両の運行が開始された[17][18]。リニューアル車両は石見神楽を代表する演目の「大蛇（おろち）」や「塵輪（じんりん）」などを車体前面及び背面に配置し、背景は絢爛豪華な衣裳で激しく舞う「石見神楽」の華やかさをイメージしている。また、リニューアルに合わせてトイレ部分に内装が施され、演目「恵比須」に登場する事代主命（ことしろぬしのみこと）を配置している。
- キハ126-14+1014：「名探偵コナン」のラッピング。2012年（平成24年）に運行が開始された黄色車両（15+1015）に続く第2弾として、2015年（平成27年）4月から運行が開始された。当初はピンクが基調のラッピングだったが、2021年（令和3年）9月18日よりラッピングのリニューアルが行われたため、同年9月9日をもって「ピンク色車両」の運行は終了した[19][20]。リニューアル後は14が茶、1014がオレンジを基調としたラッピングとなり、テーマは14が「招集された探偵たち｣、1014が「少年探偵団」となっている[19][20]。また、リニューアルによって15+1015同様、トイレ部分への内装も行われている[19][20]。

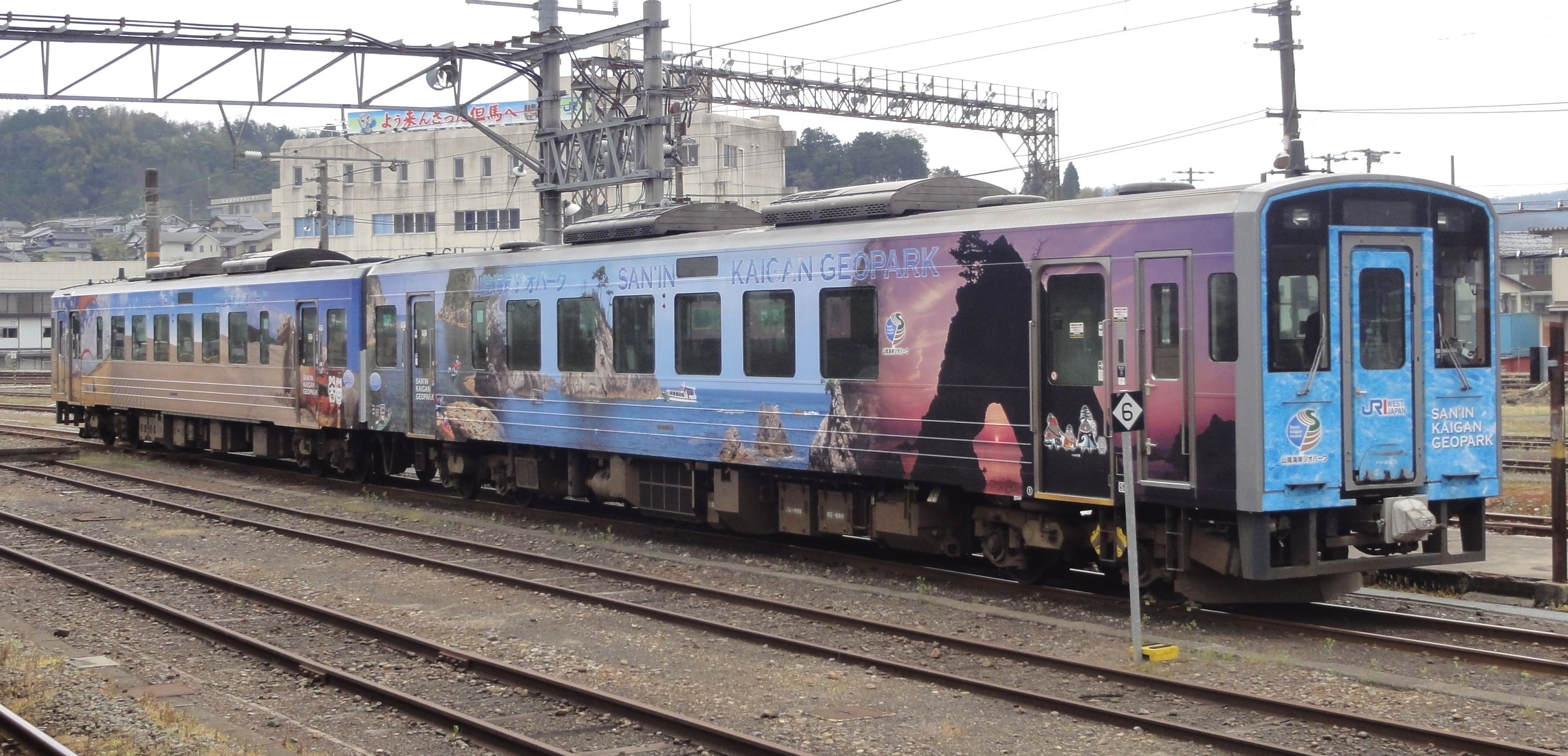
山陰海岸ジオライナー専用ラッピング車
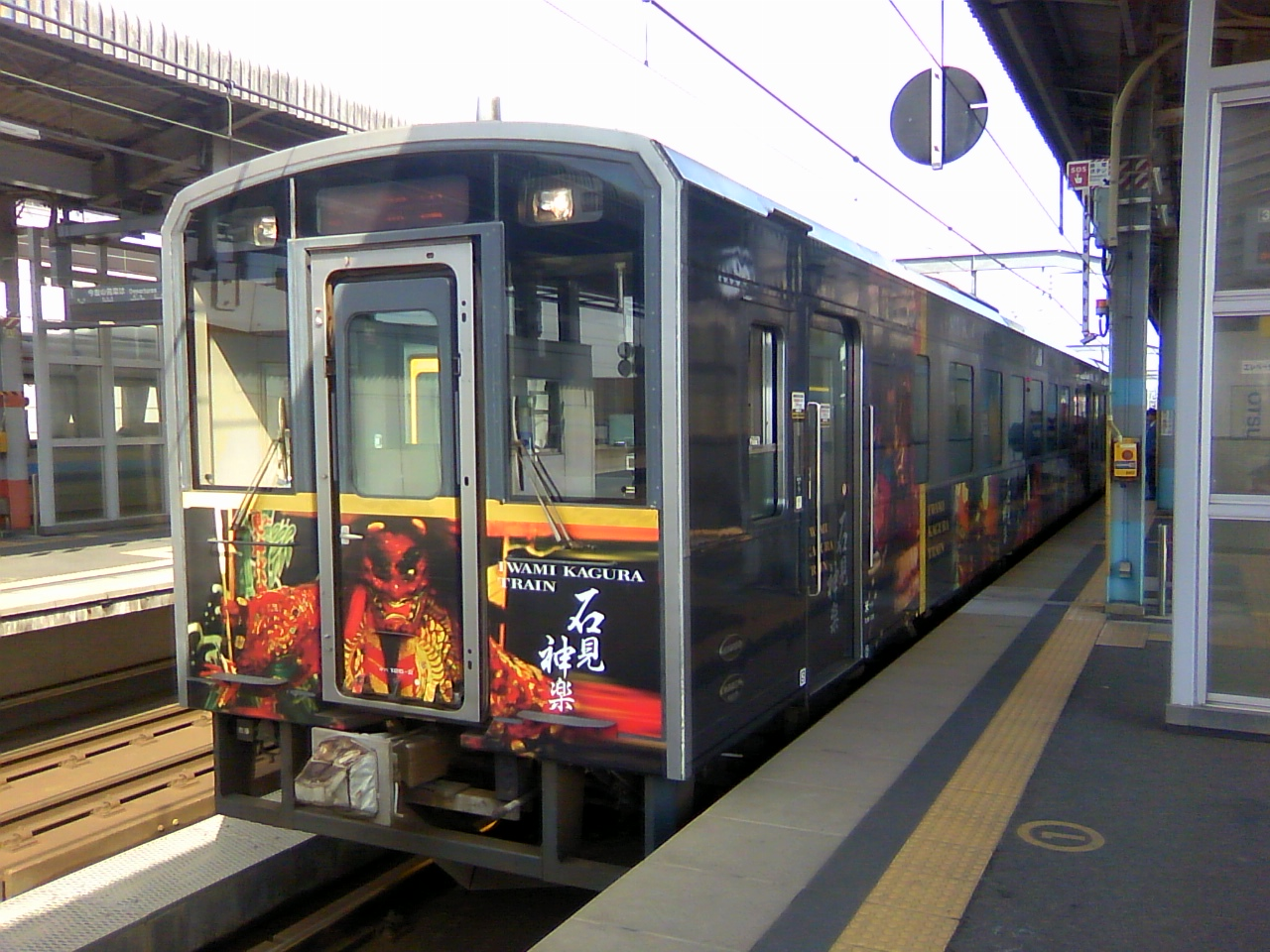
キハ126系石見神楽ラッピング車
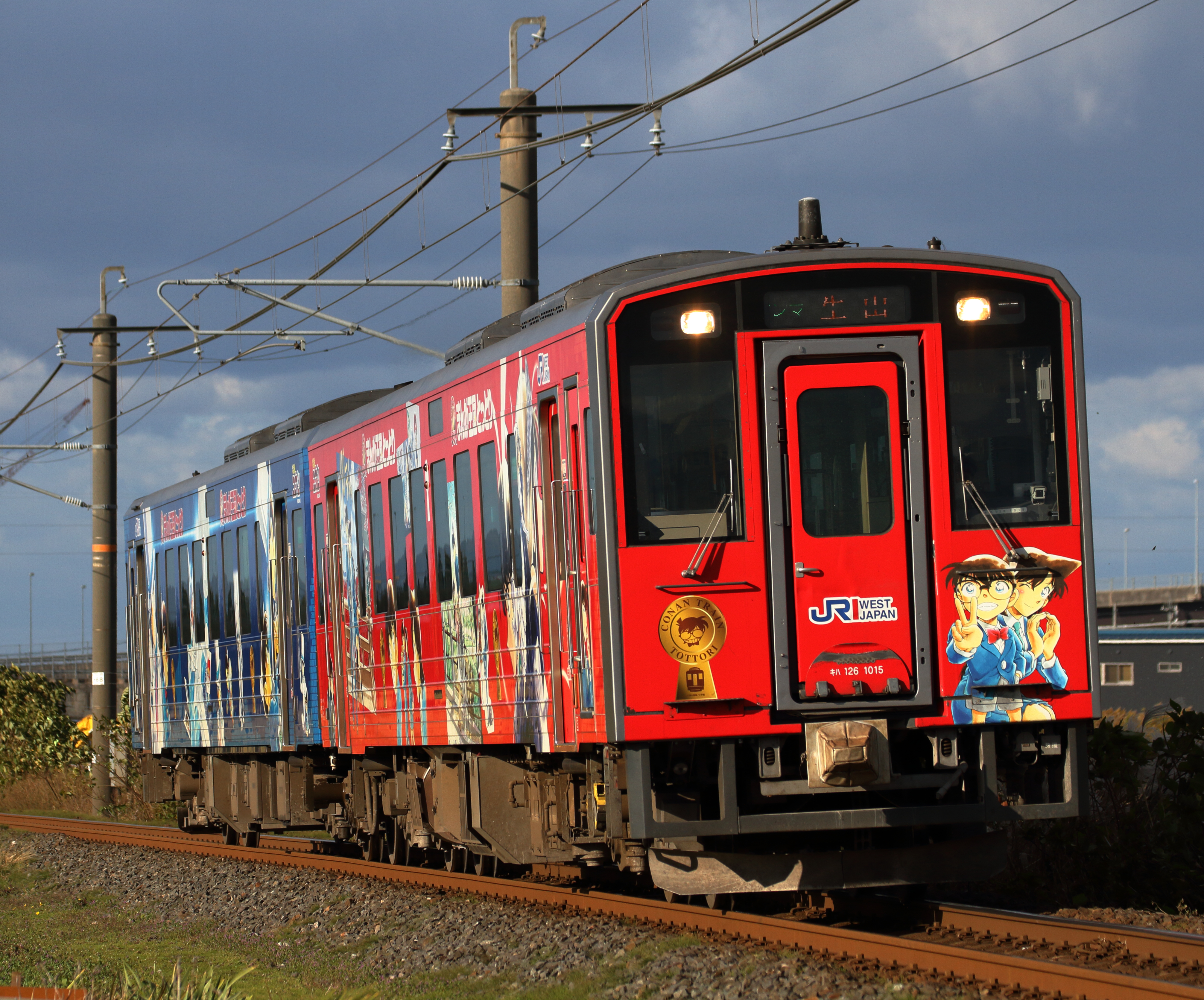
名探偵コナン ラッピング車

## 運用
2025年（令和7年）4月1日現在、全車が後藤総合車両所に所属しており、普段は米子駅構内の後藤総合車両所運用検修センターに留置されている。
前述の通り、島根県・鳥取県が資金援助したという導入時の経緯もあり、基本的には山陰本線の鳥取駅 - 益田駅間を中心に、下記の区間にのみ運用されている。基本的に1次車は島根県内の山陰本線、2次車およびキハ121系は鳥取県内の各路線で主に運用されているが、1次車が鳥取県側に入線する運用や2次車・キハ121系が島根県側に入線する運用も存在する。また、キハ121系については、運用の都合上、兵庫県の浜坂駅まで入線する運用がある。2011年（平成23年）4月より臨時快速「山陰海岸ジオライナー」として土曜・休日のみ1日1往復だけ鳥取駅から豊岡駅まで乗り入れており、これには主にキハ126-11+1011が使用されていた。なお、本系列の投入により、快速「石見ライナー」（「アクアライナー」の同車投入前の愛称）・「とっとりライナー」の運用からキハ58系が外れた。また、2019年（平成31年）のダイヤ改正で境線でのICカードの利用が可能になった際、本系列への車載型IC改札機の設置はキハ126系の2次車の2編成にしか行われなかったので、それ以外の車両は営業運転で境線の運用に入ることは無くなった。さらに、極稀ではあるが「スーパーまつかぜ」や「スーパーおき」が何らかの理由でキハ187系による運転が出来なくなった際、一部区間（主に鳥取駅 - 米子駅間）で代走運転を行うことがある。このとき列車は全車自由席となり、代走区間の特急券の料金は払い戻しが可能となる。
キハ126形0・1000番台
- 山陰本線：鳥取駅 - 益田駅間（快速「とっとりライナー」および普通）
- 因美線：鳥取駅 - 智頭駅間（普通）

キハ126形10・1010番台
- 山陰本線：豊岡駅 - 益田駅間（快速「とっとりライナー」および臨時快速「山陰海岸ジオライナー」および普通）
- 伯備線：生山駅 - 伯耆大山駅間（普通）
- 因美線 : 鳥取駅 - 智頭駅間（普通）
- 境線：全線 (臨時快速「みなとライナー」および普通)

キハ121形
- 山陰本線：豊岡駅 - 益田駅間（快速「とっとりライナー」および臨時快速「山陰海岸ジオライナー」および普通）
- 伯備線：生山駅 - 伯耆大山駅間（普通）
- 因美線：鳥取駅 - 智頭駅間（普通）

## 車歴表
2025年（令和7年）4月1日現在
- 全車新潟鐵工所→新潟トランシスで製造
- 全車後藤総合車両所所属

| ← 益田浜坂・智頭・生山・境港 → | ← 益田浜坂・智頭・生山・境港 → | ← 益田浜坂・智頭・生山・境港 → |
| ------------------------------ | ------------------------------ | ------------------------------ |
| キハ 122                       | 落成日                         | 備考                           |
| 1                              | 2003/05/08                     |                                |
| 2                              | 2003/05/08                     |                                |
| 3                              | 2003/05/08                     |                                |
| 4                              | 2003/05/08                     |                                |
| 5                              | 2003/07/15                     |                                |
| 6                              | 2003/07/15                     |                                |
| 7                              | 2003/07/15                     |                                |
| 8                              | 2003/07/15                     |                                |
| 9                              | 2003/07/15                     |                                |

| ← 益田浜坂・智頭・生山・境港 → | ← 益田浜坂・智頭・生山・境港 → | ← 益田浜坂・智頭・生山・境港 → | ← 益田浜坂・智頭・生山・境港 → |
| ------------------------------ | ------------------------------ | ------------------------------ | ------------------------------ |
| キハ 126                       | キハ 126                       | 落成日                         | 備考                           |
| 1                              | 1001                           | 2000/10/06                     |                                |
| 2                              | 1002                           | 2001/02/20                     | 石見神楽列車                   |
| 3                              | 1003                           | 2001/03/21                     |                                |
| 4                              | 1004                           | 2001/04/02                     |                                |
| 5                              | 1005                           | 2001/04/02                     |                                |
| 11                             | 1011                           | 2003/07/15                     |                                |
| 12                             | 1012                           | 2003/08/05                     |                                |
| 13                             | 1013                           | 2003/08/05                     |                                |
| 14                             | 1014                           | 2003/08/05                     | 名探偵コナン列車               |
| 15                             | 1015                           | 2003/08/05                     | 名探偵コナン列車               |